# 富国強兵
富国強兵（ふこくきょうへい、旧字体：富國强兵）とは、自国の経済発展を図り軍事力を強化しようとする主張や政策。特に幕末から明治にかけての日本で掲げられた国家的スローガンをいう。その考え方の歴史は古く、春秋戦国時代の中国の古典に由来する。

## 中国における運用
春秋戦国時代に諸侯の国が行った政策を「富国強兵」といい、『戦国策』秦策に用例が見える。この時代には各国が諸子百家と呼ばれる思想家たちから人材を登用し、騎馬戦術や戦車（チャリオット）などの新兵器を導入して軍事改革を行った。また、『呉書』陸遜伝にも同様の記述がみられる。

## 日本における運用
富国強兵は、江戸時代中期にはすでに日本で議論されており、「覇者の説」と批判する儒学者に対して、太宰春台がその著作『経済録』において、国家を維持・発展させていくためには富国強兵は欠かせないことを説いた。更に幕末期に入ると鎖国が原因で欧米列強に国力で大きな差をつけられ、これが安政の不平等条約を押しつけられて多くの苦難を味わうとともに、富国強兵が説かれることになる。ここで、重要なのは幕末期の段階で開国派・攘夷派を問わず、富国強兵の必要性については共通の認識が確立していたことである。
攘夷論の理論的支柱となった水戸藩の水戸学においては、既に19世紀初期の藤田幽谷によって富国強兵によって外国と対抗する必要が唱えられていた。
薩摩藩では、島津斉彬が藩主に就任する1851年頃には、しきりに異国船が琉球に来航するようになっており、アヘン戦争においてヨーロッパ諸国がアジア各地で植民地化を進めていた実情が正確に知られていた。斉彬は、藩主に就任するや、日本最初の近代洋式工場群、集成館事業の計画に着手し、富国強兵、殖産興業による藩政改革を勧めた。
開国派の間でも1856年に出された海防掛岩瀬忠震の意見書において、海外貿易を振興して富国強兵を推進する必要が説かれ、老中阿部正弘も岩瀬の考えを採用する方針を立てた。
また、1860年に横井小楠が著した『国是三論』も「富国論」「強兵論」「士道」の三論から構成されている。
公家の岩倉具視も1867年に著した『済時策』で富国強兵を皇威宣揚のために必要な政策として説いている。
従って、明治政府の成立後に富国強兵が採用されたのは当然の流れであると考えられる。

### 富国強兵と四民平等
明治3年閏10月24日(1870年12月16日)、高知藩の大参事となった板垣退助は、国民皆兵を断行するため海路上京し、11月7日(1870年1月7日)、「人民平均の理」を布告する事を太政官に具申。その許可を得て12月10日(太陽暦1月30日)高知に帰り、12月24日(太陽暦2月13日)山内豊範の名をもって全国に先駆けて「人民平均の理」を布告し、四民平等に国防の任に帰する事を宣した。
この国民全般に国防の責務を任せるための身分解放は画期的であり、富国強兵の具体策の規範とされた。

### 御親兵の創設
板垣退助は富国強兵を国策に掲げ、明治4年2月(1871年3月)、明治天皇の親衛を目的とする薩摩、長州、土佐藩の兵からなるフランス式兵制の御親兵6,000人を創設。国家の常備軍として廃藩置県を行うための軍事的実力を確保する事に成功した。この御親兵が近衛師団の前身にあたる。

### 明治政府の施策
明治政府はかつての尊王攘夷派主導で確立された政権であったが、成立前後は開国和親政策に転換するとともに万国並立・万国対峙を掲げて列強に国力・軍事両面で追い付くことによって条約の改正と国家の保全を目指した。そのため、西洋文明の積極的導入（「文明開化」）を推進し、地租改正や殖産興業で経済力をつけ（＝富国）、徴兵制や軍制改革により軍備を増強（＝強兵）することで国家の自立維持を図った。陸軍はフランス後にドイツを模範とし、同様に海軍はイギリスを模範とした。
やがて、日本の国力が一定水準に達すると、条約改正とともに列強と同様の植民帝国建設を目指すようになり、中国・朝鮮・南方への経済的・軍事的進出を模索するようになった。条約改正の達成と日清戦争・日露戦争の勝利が、これまで国家指導者や知識人の理論・目標に過ぎなかった「富国強兵」を一般の日本国民にも現実として認識させ、明治初期以来の「富国強兵」「文明開化」史観を定着させることになる。